# TESS 45
Der Massengutschiffstyp Tsuneishi Economical Standard Ship 45, kurz TESS 45, wurde in Japan in einer größeren Serie gebaut und gilt in seinem Marktsegment als eines der Standardschiffe.

## Einzelheiten
Die TESS-45-Baureihe des japanischen Schiffbaukonzerns Tsuneishi Zosen war eine leistungsfähigere Weiterentwicklung des erfolgreichen Vorgängertyps TESS 40 und wurde ab 1994 abgeliefert. In den folgenden Jahren verkaufte sich der Typ sehr erfolgreich und setzte eine Serie fort, deren Folgeentwürfe bis heute gebaut werden. Ab 1999 folgte der nochmals leistungsfähigere Typ TESS 52, und im Jahr 2003 wurde aus dem TESS 52 im Wesentlichen durch die Auslegung auf einen größeren Tiefgang der Typ TESS 58 entwickelt. Im Mai 2014 wurde der Typ TESS 64 Aeroline, eine Weiterentwicklung des Typs TESS 58 mit auf 63.700 Tonnen vergrößerter Tragfähigkeit vorgestellt. Insgesamt wurden bisher über 300 Einheiten der gesamten TESS-Baureihe gebaut.
Die TESS-45-Schiffe sind als Handymax-Massengutschiffe mit achtern angeordneten Aufbauten ausgelegt. Sie haben fünf Laderäume deren Rauminhalt bei Schüttgütern 57.209 m³ oder 55.565 m³ Ballenraum beträgt. Jeder Laderaum wird durch eine eigene Luke bedient, deren Lukendeckel hydraulisch betätigt werden. Zum Ladungsumschlag stehen vier mittschiffs angebrachte hydraulische Schiffskräne zur Verfügung. Der Schiffstyp kann auf Entwurfstiefgang von 10,95 m etwa 42.200 Tonnen und bei maximaler Abladung auf 11,62 m ca. 45.400 Tonnen transportieren. Die Einheiten sind auf den Transport verschiedener Massengüter, wie zum Beispiel Getreide, Kohle, Mineralien inklusive verschiedener Gefahrgüter ausgelegt. Die Tankdecke der Laderäume ist für den Erztransport verstärkt ausgeführt. Es können darüber hinaus auch Sackgüter, Stahlprofile, -röhren und andere Massenstückgüter, sowie Holz transportiert werden. Der Decksbereich ist mit fest eingebauten Deckstützen für den Transport von Stammholz vorbereitet.
Der Antrieb der Schiffe besteht aus einem in Japan in Lizenz gebauten MAN B&W 6S50MC Zweitakt-Dieselmotor. Der Motor ermöglicht eine Geschwindigkeit von etwa 14 Knoten. Es stehen drei Hilfsdiesel und ein Notdiesel-Generator zur Verfügung.